# Intramolekulska reakcija
U hemiji, intramolekularno opisuje proces ili karakteristiku ograničenu unutar strukture jednog molekula, svojstvo ili fenomen ograničen na opseg jednog molekula.

## Relativne stope
U intramolekularnim organskim reakcijama, dva reakciona mesta su sadržana unutar jednog molekula. Ova konfiguracija podiže efektivnu koncentraciju reagujućih partnera što rezultira visokim stopama reakcije. Mnoge intramolekularne reakcije se primećuju tamo gde se intermolekularna verzija ne odvija.
Intramolekularne reakcije, posebno one koje dovode do formiranja 5- i 6-članih prstenova, su brze u poređenju sa analognim intermolekularnim procesom. Ovo je u velikoj meri posledica smanjene entropijske cene za dostizanje prelaznog stanja formiranja prstena i odsustva značajnog naprezanja povezanog sa formiranjem prstenova ovih veličina. Za formiranje različitih veličina prstena ciklizacijom supstrata različite dužine veza, redosled brzina reakcije (konstante brzine kn za formiranje n-članog prstena) je obično k5 > k6 > k3 > k7 > k4 kao što je prikazano ispod za niz ω-bromoalkilamina. Ovaj donekle komplikovan trend reakcionih stopa odražava međusobne odnose ovih entropijskih faktora i faktora deformacije:
Konstante relativne brzine za ciklizaciju (n = 5 postavljeno na krel = 100) n 	
| n | krel  | n  | krel       | n  | krel    |
| - | ----- | -- | ---------- | -- | ------- |
| 3 | 0,1   | 6  | 1,7        | 12 | 0,00001 |
| 4 | 0,002 | 7  | 0,03       | 14 | 0,0003  |
| 5 | 100   | 10 | 0,00000001 | 15 | 0,0003  |

Za 'male prstenove' (3- i 4-člane), spore brzine su posledica ugaonog naprezanja u prelaznom stanju. Iako su tročlani prstenovi više napregnuti, formiranje aziridina je brže od formiranja azetidina zbog blizine odlazeće grupe i nukleofila u prvom, što povećava verovatnoću da će se oni sresti u reaktivnoj konformaciji. Isto rezonovanje važi i za 'nenapregnute prstenove' (5-, 6- i 7-člane). Formiranje 'prstenova srednje veličine' (8- do 13-članih) je posebno nepovoljno zbog kombinacije sve nepovoljnijeg entropijskog troška i dodatnog prisustva transanularnog napona koji proizilazi iz steričnih interakcija prstena. Konačno, za 'velike prstenove' (14-člane ili veće), konstante brzine se izjednačavaju, pošto je rastojanje između odlazeće grupe i nukleofila sada toliko veliko da je reakcija sada efektivno intermolekularna.
Iako se detalji mogu donekle promeniti, opšti trendovi se odnose na različite intramolekularne reakcije, uključujući procese posredovane radikalima i (u nekim slučajevima) procese katalizovane prelaznim metalima.